# Conestoga (fusée)
Pour les articles homonymes, voir Conestoga.

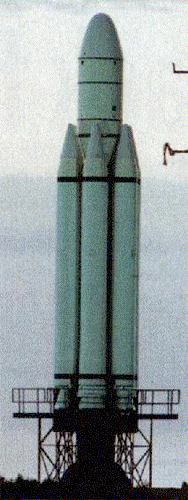
La fusée Conestoga 1620 sur son pas de tir à Wallops Island

La fusée Conestoga est le nom donné à deux lanceurs américains privés, développés par le groupe EER Systems dans les années 1980 et 1990. Ce projet s'est soldé par un échec avec l'explosion du lanceur Conestoga 1620 lors de son vol inaugural.

## Historique

### Conestoga I

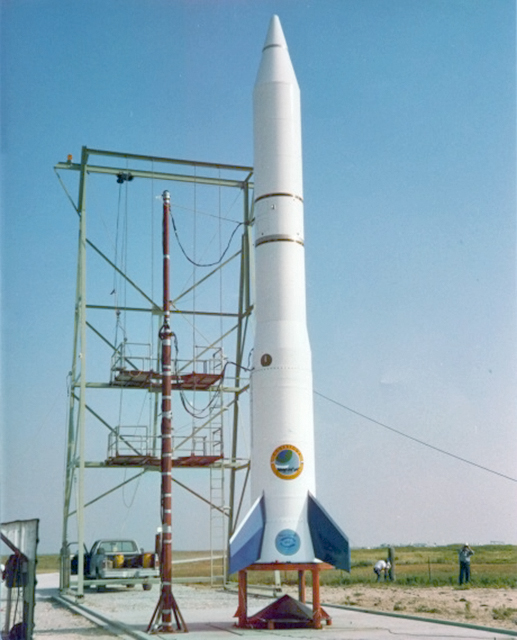
La Conestega I sur son pas de tir sur l'île Matagorda au Texas.

Le lanceur Conestoga I est développé par les groupes privés américains Space Services Inc et Space Vector entre 1981 et 1982, son premier et unique tir a lieu le 9 septembre 1982 depuis l’île Matagorda au Texas. Il emploie le second étage du missile balistique Minuteman. La charge utile, une maquette de 500 kg incluant 18 kg d'eau a été éjectée avec succès à 313 km, et le Conestoga I est devenu la première fusée à financement privé à atteindre l'espace.

### Conestoga 1620
Conestoga 1620 est l'héritière du Conestoga I. En décembre 1990, Space Services Inc est racheté par EER Systems Corp dans le but de développer un lanceur à poudre capable de mettre sur orbite basse une charge de 1 500 kg.
Celui-ci est constitué de moteurs Castor 4 lui donnant sa forme si caractéristique : quatre moteurs Castor 4A et deux moteurs Castor 4B entourent un moteur Castor 4B central. Un moteur Star 48 permettant la mise en orbite du lanceur une fois tiré.

#### Premier vol prévu en 1993
Un premier vol était prévu le 1er mai 1993 et pour la promotion du film Last Action Hero, le studio Columbia Pictures a dépensé 500 000 dollars pour que le nom du film et de Schwarzenegger soient peints sur le fuselage de la fusée Conestoga 1620, avançant ainsi que ce serait « la première fois dans l'histoire de la publicité qu'un véhicule spatial est utilisé », ; cependant, le décollage a été retardé et n'a eu lieu que deux ans après la sortie du film,.

#### Unique vol

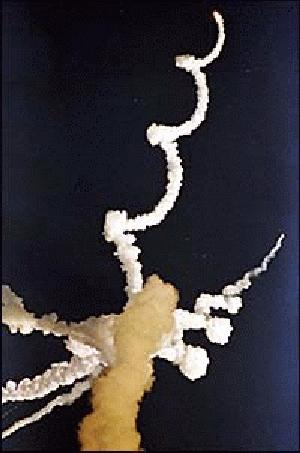
Explosion de la Conestoga 1620.

Le 23 octobre 1995 à 22 h 3 UTC, la fusée Conestoga 1620 décolle, pour son vol inaugural, de son pas de tir de Wallops Island en Virginie avec à son bord la charge utile Meteor (Multiple Experiment Transport to Earth Orbit & Return). Ce décollage avait un coût estimé entre 18 et 20 millions de dollars.
Mais 45 secondes plus tard, la fusée explose en plein vol. Le résultat de l'enquête indique qu'une source inconnue de bruit basse fréquence aurait perturbé le système de guidage, conduisant la fusée à sa perte.
La fiabilité des moteurs Castors n'étant plus à prouver, rien ne prédestinait Conestoga 1620 au sort tragique qu'elle connut.
Cet échec entraîna la faillite du groupe EER Systems.